# 福田隆之
福田 隆之（ふくだ たかゆき、1979年〈昭和54年〉 - ）は、日本のコンサルタント・行政官。PFI（民間資金による公共施設整備）の専門家として知られる。第2次安倍政権において、官房長官である菅義偉の補佐官（公共サービス改革担当）を務めた。現在はアクセンチュア株式会社に所属している。

## 来歴
早稲田大学教育学部社会科学専修卒業。大学に在籍中は、政治サークル鵬志会に在籍し、国会議員の事務所や官庁でインターンをしており、この頃から行政に関心があったという。しかし、自分自身が政治家や官僚となるのではなく、一歩離れた位置から行政に関わろうと考え、卒業後には民間のシンクタンクである野村総合研究所に入社する。
野村総研ではPFI担当の部署に配属され、国の公共事業に対するPFIとしては初となる国家公務員宿舎の建て替え案件に関わった。同社の公共経営戦略コンサルティング部の副主任研究員となり、調査・コンサルティング業務に関わるとともに、2009年12月には国土交通省の成長戦略会議の委員に就任しコンセッション制度の立法化を提言した。
同じ頃に、コンセッション方式（既存の公共施設運営の民間移管）の案件に携わることが多くなったという。そして、2012年には新日本有限責任監査法人に転じた。国際的なファームの一員であり、財務に関するナレッジに強い監査法人であれば、コンセッション方式のアドバイザーとしてより多くの案件に関われるという考えによるものであった。
福田の移籍とともに、新日本有限責任監査法人は「インフラストラクチャー・アドバイザーグループ」という組織を作り、PFI関連事業をより本格的に推進することとなった。そして、福田は同部署を担当するエグゼクティブディレクターに就任した。これまで日本では先例のなかったコンセッション方式について政府や民間企業に対してアドバイザリーを行うことを業務とし、具体的には仙台空港などのコンセッション方式の案件に従事していた。
一方で、前述の成長戦略会議の委員に加え、国土交通省の「空港運営のあり方に関する検討会」の委員や大阪府・大阪市の特別参与なども務めるとともに、産業競争力会議にも参加している。
2015年12月25日の閣議において、菅義偉官房長官の大臣補佐官として登用されることが決まった。福田のPFIに関する専門能力を買った人事であり、松田隆利（元総務事務次官）の後任であった。福田は2016年1月1日から公共サービス改革担当として補佐官に就任している。この福田の補佐官就任は、竹中平蔵の後押しによるものであったという。福田は補佐官在任中、水道民営化の推進のためにパリなどに視察に赴いている。
しかし、改正水道法の成立を目前としながら、2018年11月9日、閣議において福田の大臣補佐官退任が決められた。「業務に一定の区切り」がついたことを理由とする自発的な辞任であるとされる。
2019年4月にアクセンチュア株式会社に入社し、現在はビジネスコンサルティング本部ストラテジーグループのマネジング・ディレクターを務める。

## 著書

### 共著
- 『改正PFI法解説　法改正でこう変わる』（東洋経済新報社、2011年）
- 『入門インフラファンド』（東洋経済新報社、2010年）
- 『政府系ファンド入門』（日経BP社、2008年）